# إبرام ويلسون
إبرام ويلسون (بالإنجليزية: Abram Wilson)‏ هو مغني أمريكي، ولد في 30 أغسطس 1973 في فورت سميث في الولايات المتحدة، وتوفي في 9 يونيو 2012.

## وصلات خارجية
- إبرام ويلسون على موقع IMDb (الإنجليزية)
- إبرام ويلسون على موقع ميوزك برينز (الإنجليزية)
- إبرام ويلسون على موقع أول ميوزيك (الإنجليزية)
- إبرام ويلسون على موقع ديسكوغز (الإنجليزية)